# 누스라트 파테 알리 칸
누스라트 파테 알리 칸(우르두어: نصرت فتح علی خان, 펀자브어: ਨੁਸਰਤ ਫ਼ਤਿਹ ਅਲੀ ਖ਼ਾਨ, 1948년 10월 13일 ~ 1997년 8월 16일)은 파키스탄의 보컬리스트, 음악가, 작곡가, 음악 감독이었다. 그는 우르두어와 펀자브어에서 가장 위대한 수피 가수이자, 세계에서 가장 위대한 카왈리 가수이며, 그는 종종 "카왈리의 제왕"으로 불린다. 그는 2016년 《LA 위클리》에 의해 역대 4번째로 위대한 가수로 묘사되었다. 그는 그의 목소리 능력으로 유명했고 몇 시간 동안 높은 강도로 연주할 수 있었다. 그는 600년 전통의 카왈리 전통을 확장한 카왈 바촌 가라나(델리 가라나)에 속했고, 칸은 국제적인 관객들에게 카왈리 음악을 소개한 것으로 널리 알려져 있다.
리알푸르(파이살라바드)에서 태어난 칸은 15세의 나이에 아버지의 첼룸에서 첫 대중 공연을 가졌다. 그는 1971년 가족 카왈리 파티의 대표가 되었다. 그는 1980년대 초 영국 버밍엄의 오리엔탈 스타 에이전시와 계약을 맺었다. 칸은 유럽, 인도, 일본, 파키스탄 그리고 미국에서 영화음악과 음반을 발표했고, 그는 서양 아티스트들과 공동작업과 실험에 참여했고, 유명한 세계 음악 아티스트가 되었다. 그는 40개 이상의 국가에서 공연하면서 광범위하게 순회공연을 했다. 카왈리 음악을 대중화했을 뿐 아니라 파키스탄 팝, 인도 팝, 발리우드 음악 등 남아시아의 현대 대중음악에도 큰 영향을 미쳤다.

## 전기

### 어린 시절 및 경력
칸은 1948년 파키스탄 펀자브주의 파이살라바드에서 이슬람교 집안에서 태어났다. 그의 가족은 오늘날의 인도 펀자브주 잘란다르 구에 있는 바스티 셰이크 다르브쉬 출신이다. 그의 조상들은 그곳에서 음악과 노래를 배웠고 그것을 직업으로 채택했다. 그는 음악학 연구가, 보컬리스트, 악기 연주자, 카왈인 파테 알리 칸의 다섯 번째 아들이었다. 칸의 가족은 네 명의 누나와 남동생 파루크 파테 알리 칸을 포함했으며, 중부 파이살라바드에서 자랐다. 집안에서 카왈리의 전통은 거의 600년 동안 연속적인 세대를 거쳐 전해져 왔다. 처음에 그의 아버지는 칸이 가족의 천직을 따르는 것을 원하지 않았다. 그는 카왈리 아티스트들이 낮은 사회적 지위를 가지고 있다고 느꼈기 때문에 누스라트가 훨씬 더 존경받는 진로를 선택하고 의사나 엔지니어가 되는 것에 마음을 두었다. 그러나 칸은 카왈리에 대한 적성과 관심을 보여 그의 아버지가 마침내 뉘우치게 되었다.

### 후기 경력
1985년 여름, 칸은 런던에서 열린 월드 오브 뮤직 아트 앤 댄스(WOMAD) 페스티벌에서 공연을 했다. 그는 1985년과 1988년에 프랑스 파리에서 공연했다. 그는 1987년 국제교류기금의 초청으로 일본을 처음 방문했다. 그는 일본에서 열린 제5회 아시아 전통 공연 예술 축제에서 공연을 했다. 그는 또한 1989년 뉴욕 브루클린 음악 아카데미에서 공연하여 미국 관객들로부터 찬사를 받았다.
칸은 그의 경력 내내 알람 로하르, 누르 제한, A. R. 라만, 아샤 보슬, 자베드 아크타르, 라타 망게슈카르와 같은 많은 남아시아 가수들과 큰 이해력을 가졌다.
1992년부터 1993년까지 학년 동안, 칸은 미국 워싱턴주 시애틀 워싱턴 대학교에 있는 민족음악학과의 방문한 아티스트였다.
1988년, 칸은 피터 가브리엘과 함께 《그리스도 최후의 유혹》의 사운드트랙에서 팀을 이루어, 칸은 가브리엘의 리얼 월드 레이블과 계약하게 되었다. 그는 더 실험적인 음반인 《Mustt Mustt》(1990년), 《Night Song》(1996년), 사후 리믹스 음반인 《Star Rise》(1997년)와 함께 리얼 월드를 통해 전통적인 카왈리의 5개의 음반을 발매했다.

### 사망
다양한 보도에 따르면 칸의 몸무게는 135킬로그램이 넘는다고 한다. 그의 미국 레이블인 아메리칸 레코딩스의 대변인에 따르면, 그는 몇 달 동안 심각한 병을 앓고 있었다고 한다. 간 질환과 신장 질환을 치료하기 위해 고향 파키스탄에서 런던으로 간 후, 그는 공항에서 런던의 크롬웰 병원으로 급히 이송되었다.
그는 1997년 8월 16일, 48세의 나이로 크롬웰 병원에서 갑작스런 심장마비로 사망했다. 그의 시신은 파이살라바드로 송환되었고 그의 장례식은 공적인 행사였다. 그는 파이살라바드 장로드의 장로드 묘지로도 알려진 카부트란 왈라 카브리스탄에 묻혔다.
그의 아내 나히드 누스라트는 2013년 9월 13일 캐나다 온타리오주 미시소가의 크레디트 밸리 병원에서 사망했다. 나히드는 그녀의 남편이 죽은 후 캐나다로 이주했다. 그녀는 그들의 딸 니다 칸에 의해 살아남았다. 칸의 음악적 유산은 현재 그의 조카인 라핫 파테 알리 칸과 리즈완-무아잠에 의해 전해지고 있다.

## 수상 및 타이틀
칸은 역사상 가장 중요한 카왈로 널리 알려져 있다. 1987년, 그는 파키스탄 음악에 대한 공헌으로 파키스탄의 공연의 자존심의 대통령상을 받았다. 1995년, 그는 유네스코 음악상을 받았다.
칸의 25년 음악 경력 동안 많은 명예 타이틀이 수여되었다. 그는 부친의 기일에 라호르의 한 공연장에서 클래식 음악을 연주한 뒤 우스타드(고수)라는 칭호를 받았다.